# Lotus 102
Der Lotus 102 war ein Formel-1-Rennwagen des britischen Rennstalls Lotus, der in der Formel-1-Weltmeisterschaft 1990 erstmals eingesetzt wurde. Zusammen mit seinen Evolutionsstufen 102B und 102D kam er bis zu seiner Ablösung nach der Saison 1992 durch den Lotus 107 auf insgesamt 37 Renneinsätze. Der Typ102 blieb in allen Entwicklungsphasen hinter den Erwartungen zurück und konnte insgesamt nur 8 WM-Punkte erzielen.

## Technische Daten

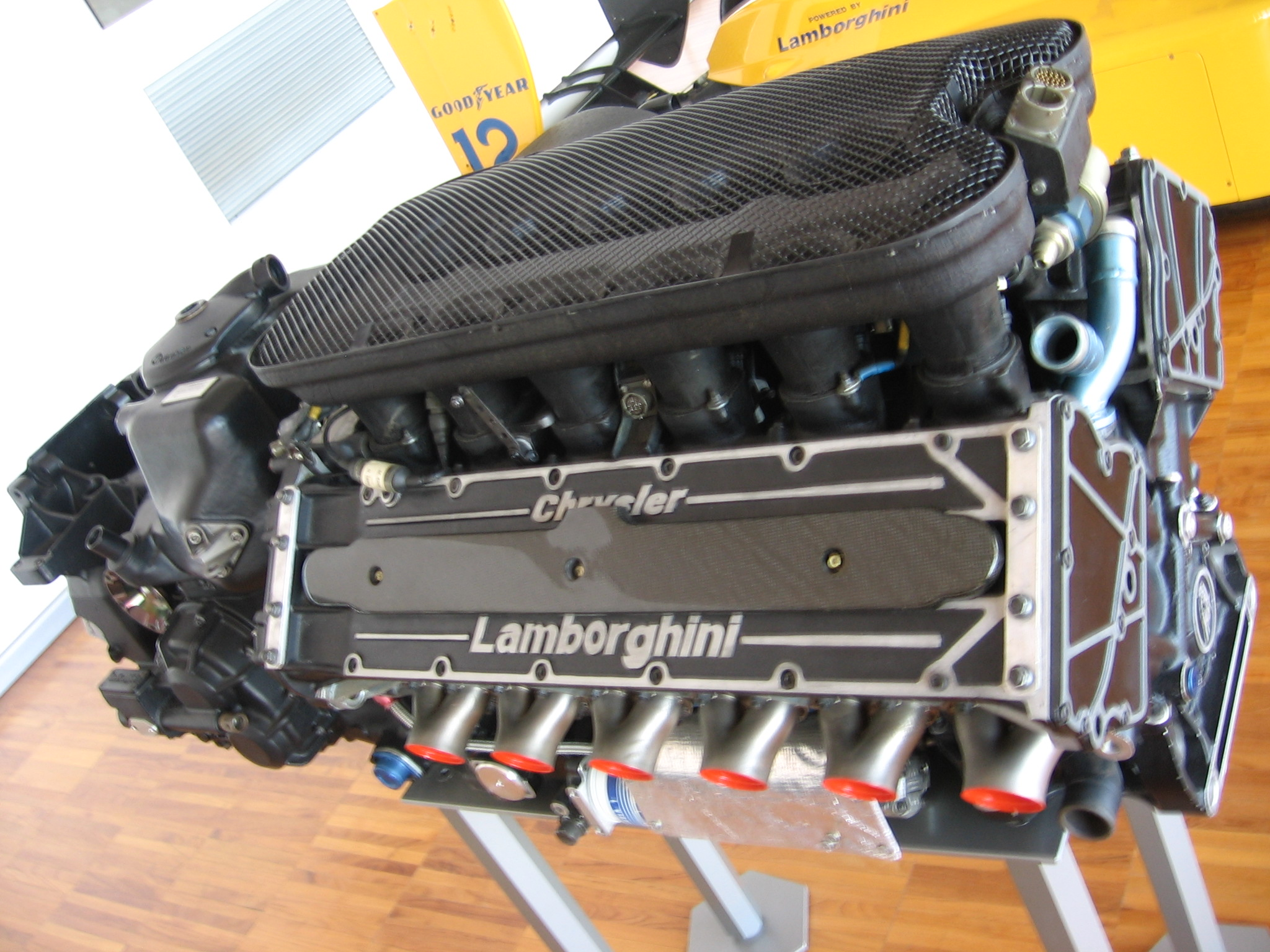
Der Lamborghini 3512 V12, wie er im Lotus 102 im Jahr 1990 verwendet wurde

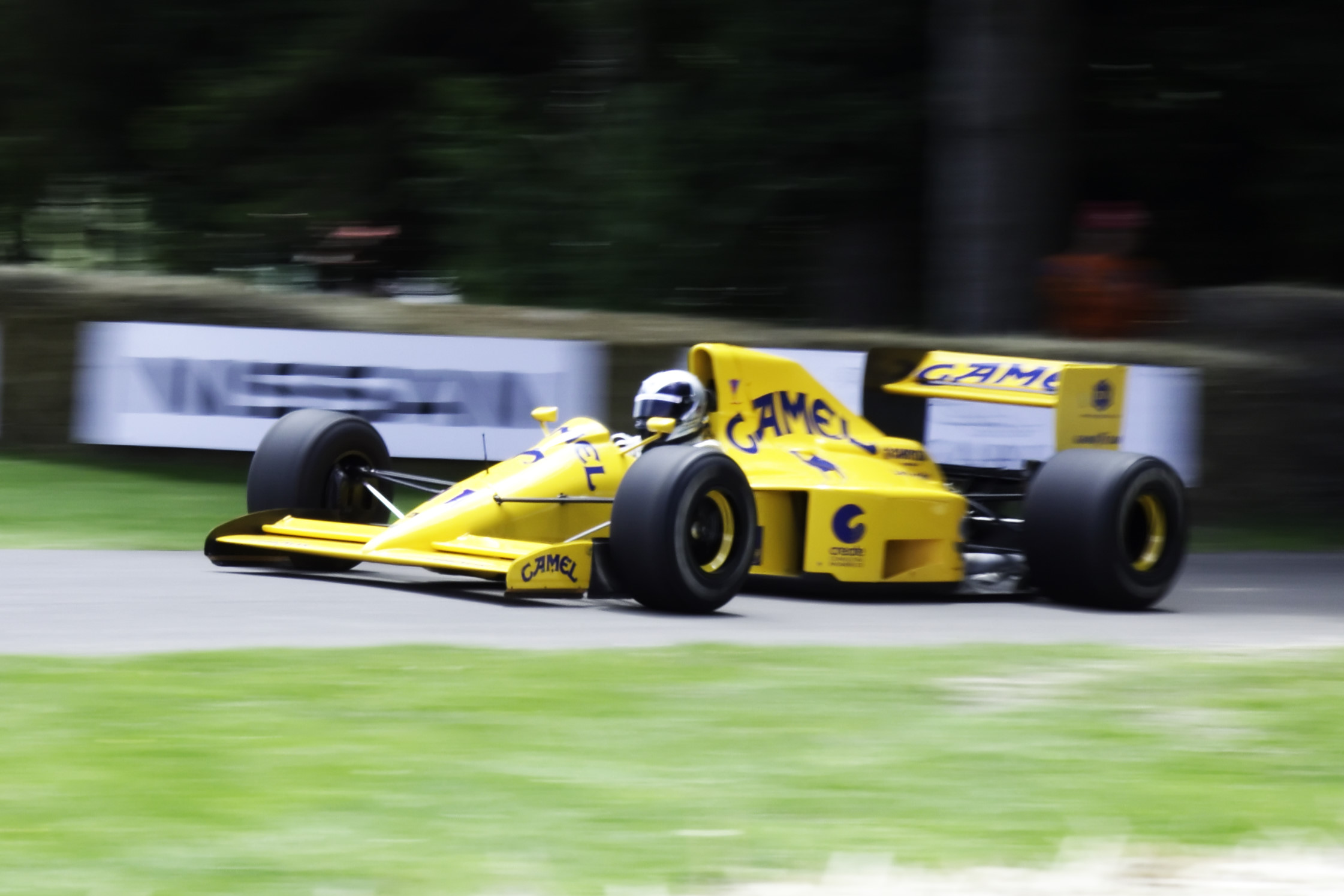
Lotus-Lamborghini 102 beim Goodwood Festival of Speed

Der Rennwagen wurde vom technischen Direktor des Lotus-Teams, Frank Dernie, in der Winterpause 1989/90 unter großem Zeitdruck entworfen. Dernie führte die Qualität des Fahrzeugs, das aus dem Lotus 101 weiterentwickelt worden war, auf die viel zu kurze Planungs- und Bauzeit zurück. Als problematisch erwies sich das aus mit Kohlenstoff- und Aramidfasern verstärktem Kunstharz gefertigte Monocoque, das sich als nicht verwindungssteif genug herausstellte.
Im Qualifying zum Großen Preis von Spanien 1990 in Jerez de la Frontera verunglückte Martin Donnelly schwer. Sein Wagen kam in einem schnellen Rechtsknick von der Fahrbahn ab und prallte mit hoher Geschwindigkeit in die Leitplanke. Durch den Aufprall zerbrach das Fahrzeug und Donnelly wurde samt seinem Sitz, an dem er festgegurtet war, auf die Strecke geschleudert. Trotz schwerer Verletzungen überlebte er den Unfall, musste seine Formel-1-Karriere allerdings beenden.
Das Monocoque-Problem konnte erst im Laufe der Saison gelöst werden. Insgesamt wurden fünf Chassis gefertigt. Eine der markantesten Änderungen im Vergleich zum Vorjahreswagen waren das modifizierte Heck und die größeren Seitenkästen.
Der Motor des Lotus 102 mit der Typbezeichnung 3512 kam von Lamborghini. Der nicht aufgeladene Zwölfzylinder-V-Motor wog 145 kg. Mit 3.498 cm³ Hubraum leistete er maximal ca. 470 kW bei einer Drehzahl von etwa 13.000/min. Um der gesteigerten Leistung und dem erhöhten Benzinverbrauch gerecht zu werden, musste Dernie den Inhalt des Benzintanks auf 220 Liter erhöhen und größere und damit schwerere Öl- und Wasserkühler einbauen. Das manuell zu schaltende Getriebe, ebenfalls von Lamborghini, hatte sechs Vorwärts- und einen Rückwärtsgang. Die Bremsanlage stammte von Brembo und die Stoßdämpfer von Bilstein. Alle Räder waren einzeln an Doppelquerlenkern aufgehängt.

## Sponsor
Hauptsponsor war die zum Tobacco-Konzern gehörende Zigarettenmarke Camel.

## Saisonverlauf
Im Ergebnis war der Lotus 102 ein konstruktiver Flop. Derek Warwick und Martin Donnelly, respektive Johnny Herbert als Ersatzfahrer für den beim Großen Preis von Spanien verunglückten Donnely, bemühten sich zumeist vergeblich um gute Platzierungen. Infolgedessen kündigte Tobacco die Sponsorverbindung zu Lotus im August 1990 zum Jahresende auf. Auch Motorenlieferant Lamborghini beendete angesichts der mageren Ergebnisse die Zusammenarbeit mit Lotus. Insgesamt konnte einzig Warwick in der Saison 1990 drei Weltmeisterschaftspunkte für Lotus einfahren, was Rang acht in der Konstrukteursweltmeisterschaft bedeutete.
| Fahrer                          | Nr.                             | 1   | 2   | 3 | 4   | 5   | 6  | 7  | 8   | 9   | 10 | 11 | 12  | 13  | 14  | 15  | 16  | Punkte | Rang |
| ------------------------------- | ------------------------------- | --- | --- | - | --- | --- | -- | -- | --- | --- | -- | -- | --- | --- | --- | --- | --- | ------ | ---- |
| Formel-1-Weltmeisterschaft 1990 | Formel-1-Weltmeisterschaft 1990 |     |     |   |     |     |    |    |     |     |    |    |     |     |     |     |     | 3      | 8.   |
| D. Warwick                      | 11                              | DNF | DNF | 7 | DNF | 6   | 10 | 11 | DNF | 8   | 5  | 11 | DNF | DNF | DNF | DNF | DNF | 3      | 8.   |
| M. Donnelly                     | 12                              | DNF | DNF | 8 | DNF | DNF | 8  | 12 | DNF | DNF | 7  | 12 | DNF | DNF | DNS |     |     | 3      | 8.   |
| J. Herbert                      | 12                              |     |     |   |     |     |    |    |     |     |    |    |     |     |     | DNF | DNF | 3      | 8.   |

| Legende  | Legende            | Legende                                                          |
| Farbe    | Abkürzung          | Bedeutung                                                        |
| -------- | ------------------ | ---------------------------------------------------------------- |
| Gold     | –                  | Sieg                                                             |
| Silber   | –                  | 2. Platz                                                         |
| Bronze   | –                  | 3. Platz                                                         |
| Grün     | –                  | Platzierung in den Punkten                                       |
| Blau     | –                  | Klassifiziert außerhalb der Punkteränge                          |
| Violett  | DNF                | Rennen nicht beendet (did not finish)                            |
| Violett  | NC                 | nicht klassifiziert (not classified)                             |
| Rot      | DNQ                | nicht qualifiziert (did not qualify)                             |
| Rot      | DNPQ               | in Vorqualifikation gescheitert (did not pre-qualify)            |
| Schwarz  | DSQ                | disqualifiziert (disqualified)                                   |
| Weiß     | DNS                | nicht am Start (did not start)                                   |
| Weiß     | WD                 | zurückgezogen (withdrawn)                                        |
| Hellblau | PO                 | nur am Training teilgenommen (practiced only)                    |
| Hellblau | TD                 | Freitags-Testfahrer (test driver)                                |
| ohne     | DNP                | nicht am Training teilgenommen (did not practice)                |
| ohne     | INJ                | verletzt oder krank (injured)                                    |
| ohne     | EX                 | ausgeschlossen (excluded)                                        |
| ohne     | DNA                | nicht erschienen (did not arrive)                                |
| ohne     | C                  | Rennen abgesagt (cancelled)                                      |
| ohne     | keine WM-Teilnahme |                                                                  |
| sonstige | P/fett             | Pole-Position                                                    |
| sonstige | 1/2/3/4/5/6/7/8    | Punktplatzierung im Sprint-/Qualifikationsrennen                 |
| sonstige | SR/kursiv          | Schnellste Rennrunde                                             |
| sonstige | *                  | nicht im Ziel, aufgrund der zurückgelegten Distanz aber gewertet |
| sonstige | ()                 | Streichresultate                                                 |
| sonstige | unterstrichen      | Führender in der Gesamtwertung                                   |